# Atsushi Yoneyama
Atsushi Yoneyama (Prefettura di Tochigi, 20 novembre 1976) è un ex calciatore giapponese, di ruolo difensore.

## Palmarès

### Individuale
- Premio Fair-Play del campionato giapponese: 1

2000